# Yountville (Kalifornija)
Yountville je grad u američkoj saveznoj državi Kalifornija. Prema popisu stanovništva iz 2010. u njemu je živjelo 2.933 stanovnika.